# Microtropis rhynchocarpa
Microtropis rhynchocarpa är en benvedsväxtart som beskrevs av Merrill. Microtropis rhynchocarpa ingår i släktet Microtropis och familjen Celastraceae. Inga underarter finns listade.